# آگر
آگیر (به اسپانیایی: Áger) یک منطقهٔ مسکونی در اسپانیا است که در نوگورا واقع شده‌است. آگیر ۱۶۰٫۶ کیلومتر مربع مساحت دارد ۶۴۲ متر بالاتر از سطح دریا واقع شده‌است.